# Barão de Itambé
Barão de Itambé é um título nobiliárquico brasileiro criado por decreto de 15 de novembro de 1846, por D. Pedro II do Brasil, em favor a Francisco José Teixeira.
Titulares
1. Francisco José Teixeira;
2. Ernesto Justino da Silva Freire.